# Willem Roelofs
Pour les articles homonymes, voir Roelofs.
Willem Roelofs, né le 10 mars 1822 à Amsterdam et mort le 12 mai 1897  à Berchem (Anvers), est un peintre, aquarelliste, aquafortiste et lithographe néerlandais.

## Biographie
Roelofs est l'un des précurseurs du renouvellement de la peinture néerlandaise, positionné entre le classicisme romantique du début du XIXe siècle et le courant nouveau dit de l'École de La Haye. Tout en poursuivant une formation de peintre à l'Académie des Beaux-Arts de La Haye, il est aussi l'élève de Hendrikus van de Sande Bakhuyzen.
En 1847, il participe à la fondation de la société d'artistes Pulchri Studio. Dans la même année, il quitte brusquement La Haye et s'installe à Bruxelles, où il reste jusqu'en 1877. De 1866 et 1869, il y forme Hendrik Willem Mesdag, qui se développe comme l'un des principaux peintres de l'École de La Haye. Parmi ses autres élèves, on compte Paul Gabriël, Jan Theodoor Kruseman (en), Alexander Mollinger (en) et Frans Smissaert (nl). En 1856, il participe à la fondation de la Société royale belge des aquarellistes.
En 1851, Willem Roelofs fait la connaissance du village de Barbizon et s'y plaît beaucoup. Il y retourne en 1852 et en 1855. Ses paysages datant de cette époque, connus pour leurs cieux hauts remplis de nuages, des pièces d'eau tranquilles et les prés remplis de bétail, sont caractéristiques de l'École de Barbizon. Son enthousiasme pour cette école a indubitablement influencé les styles de l'école de La Haye.
Willem Roelofs était également entomologiste et spécialisé en Curculionidae, au sujet desquels il publia plusieurs articles. En 1855, il fonde la Société royale belge d'entomologie, dont il devient président en 1877.

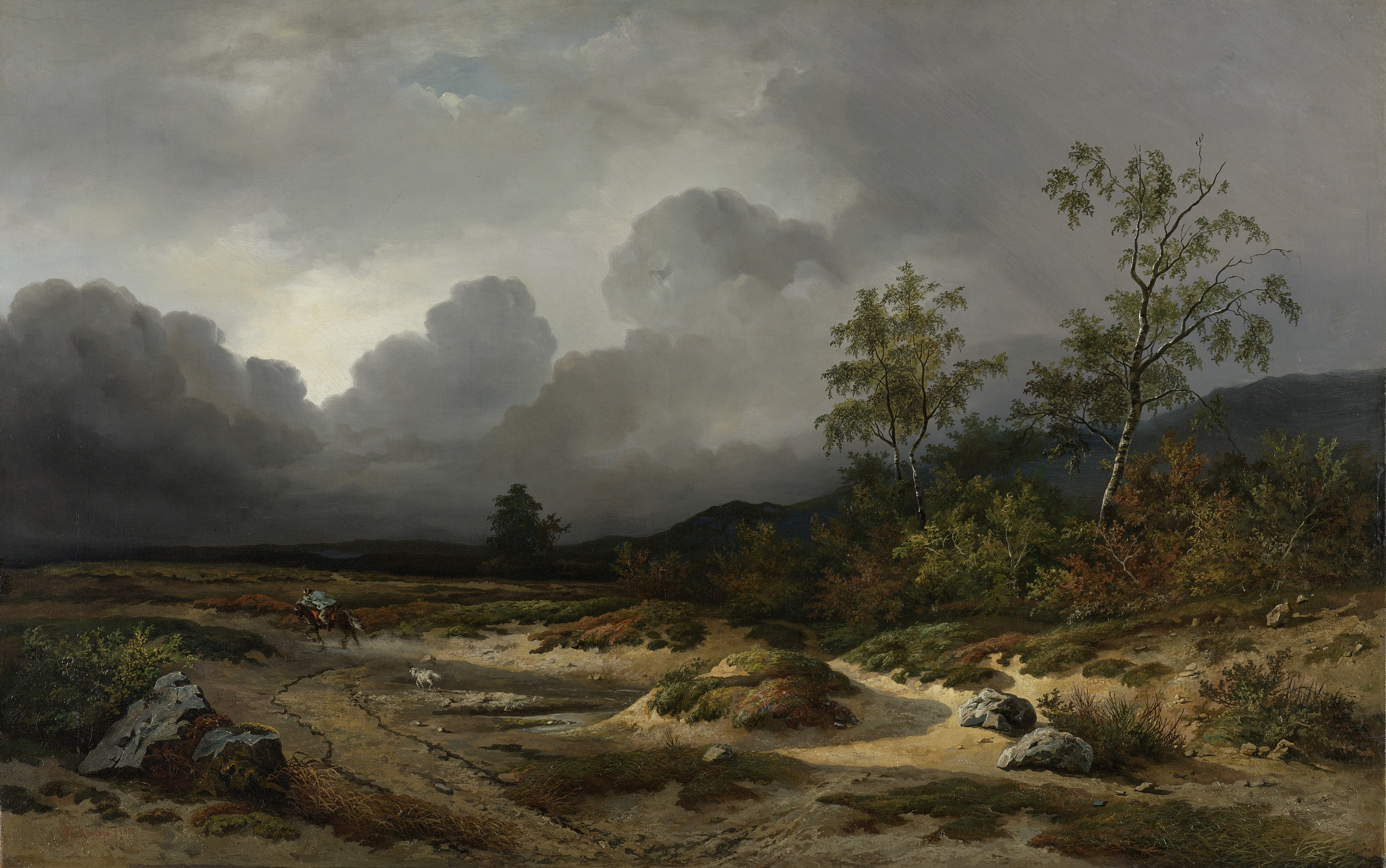
Paysage, orage approchant (1850)

## Distinction
- Chevalier de l'ordre de Léopold (Belgique, 23 octobre 1858).
- Officier de l'ordre de Léopold (15 janvier 1883)[1].